# Messapus
Messapus là một chi nhện trong họ Corinnidae.

## Các loài
- Messapus martini Simon, 1898
- Messapus secundus Strand, 1907